# Ueli Maurer

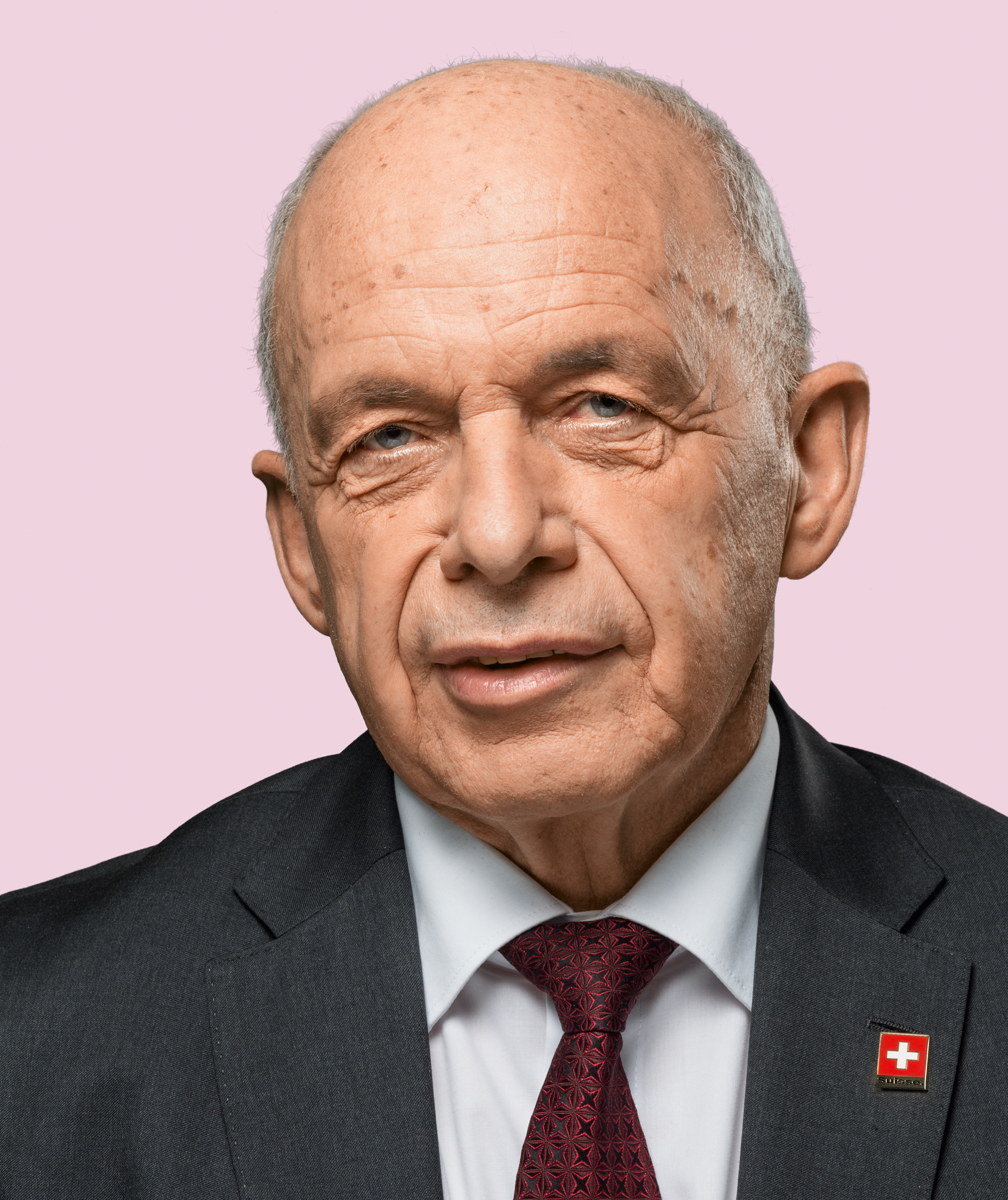
Ueli Maurer (offizielles Porträt für das Jahr 2022)

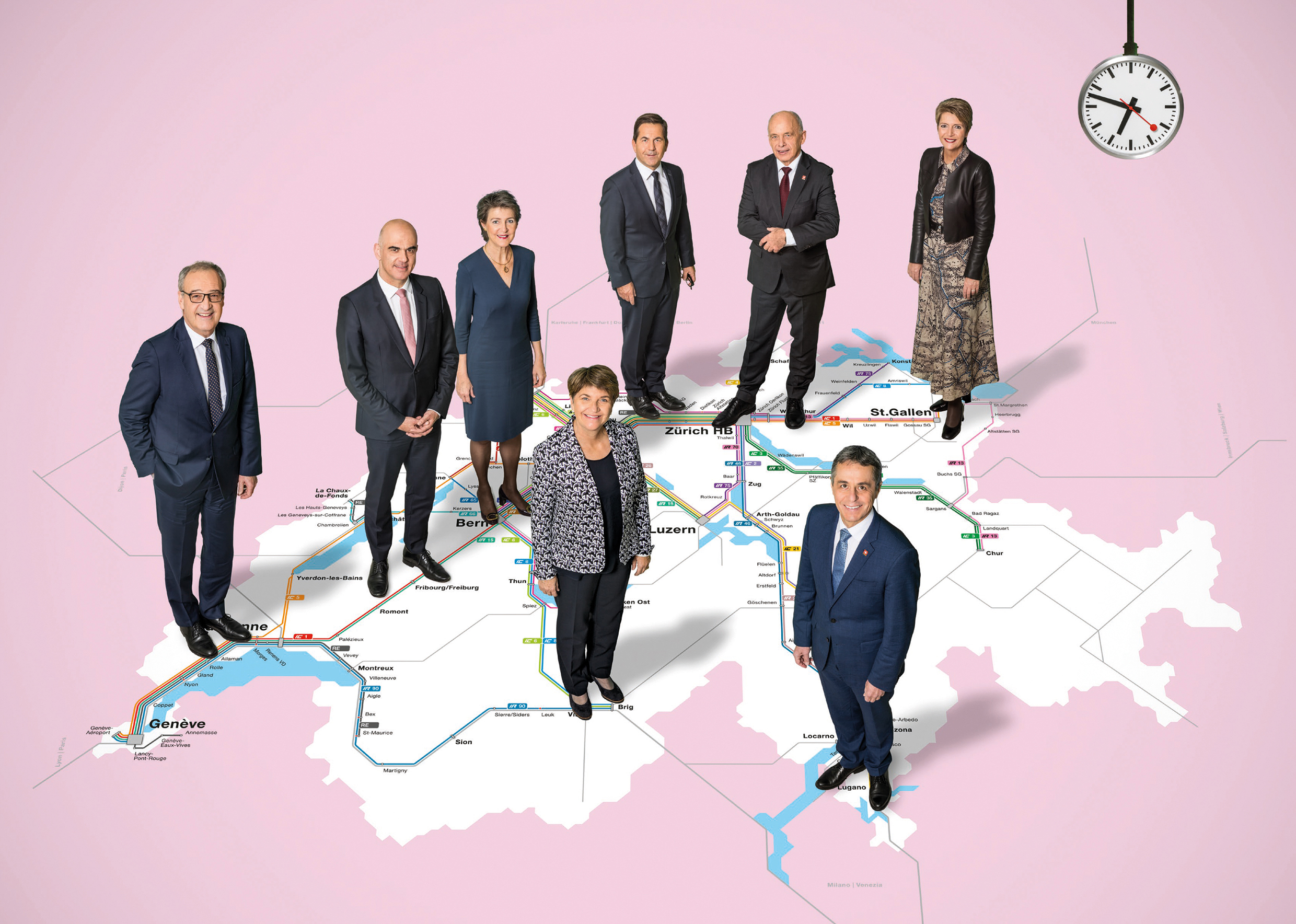
Ueli Maurer (zweite Position oben rechts) auf dem offiziellen Bundesratsfoto 2022

Ulrich «Ueli» Maurer [ˈuəli] (* 1. Dezember 1950 in Wetzikon; heimatberechtigt in Adelboden und Hinwil) ist ein Schweizer Politiker (SVP). Er war vom 1. Januar 2009 bis 31. Dezember 2022 Mitglied des Bundesrates, zuerst als Vorsteher des Eidgenössischen Departements für Verteidigung, Bevölkerungsschutz und Sport (VBS) (2009–2015) und anschliessend als Vorsteher des Eidgenössischen Finanzdepartements (EFD) (2016–2022) sowie Bundespräsident der Schweizerischen Eidgenossenschaft 2013 und 2019.

## Leben
Über Maurers Privatleben ist wenig bekannt. Er schloss die obligatorische Ausbildung und die Sekundarschule in Hinwil ab, machte eine kaufmännische Lehre und erwarb anschliessend das eidgenössische Buchhalterdiplom. Von 1974 bis 1994 war er Geschäftsführer der Landwirtschaftlichen Genossenschaft Hinwil-Bauma. Von 1993 bis 2008 war er Geschäftsführer des Zürcher Bauernverbandes. 2008 war er Präsident des Verbandes Schweizerischer Gemüseproduzenten und bis 2008 des Schweizer Maschinenrings.
Seine Familie präsentierte er zum ersten Mal öffentlich anlässlich seines Empfangs als neugewählter Bundesrat in seinem Wohnort Wernetshausen in der Gemeinde Hinwil. Seine Frau Anne-Claude, geb. Peter, wuchs in Ghana als Tochter von Schweizer Missionaren auf. Die beiden heirateten 1976 und haben zusammen sechs Kinder, vier Söhne und zwei Töchter. Kennengelernt haben sie sich in Seattle, wo sie als Au-pair gearbeitet habe. Er selbst sei auf den Spuren seines Grossvaters unterwegs gewesen, der einst in Alaska nach Gold gesucht habe.
Aus  patriotischen Motiven verbringe er nach eigener Aussage seine Ferien vornehmlich in der Schweiz.

## Politische Laufbahn
Von 1978 bis 1986 war Maurer Gemeinderat von Hinwil. Von 1983 bis 1991 war er im Kantonsrat von Zürich, in seinem letzten Amtsjahr als Ratspräsident. Maurer wurde 1991 in den Nationalrat gewählt. Im selben Jahr verlor er die Wahl in die Zürcher Kantonsregierung gegen Moritz Leuenberger. In seiner Amtszeit als Präsident der SVP Schweiz von 1996 bis 2008 wurden zwölf neue Kantonalparteien sowie 600 lokale Sektionen gegründet, dabei etablierte sich die SVP als wählerstärkste Partei der Schweiz. Am 21. Oktober 2007 kandidierte Maurer für einen von zwei Sitzen des Kantons Zürich im Ständerat, scheiterte jedoch im ersten Wahlgang. Im zweiten Wahlgang vom 25. November 2007 verlor er gegen die Grünliberale Verena Diener.
Am 26. Oktober 2007 gab Maurer seinen Rücktritt als Parteipräsident der SVP per März 2008 bekannt. Toni Brunner wurde am 1. März 2008 zu seinem Nachfolger gewählt. Mitte August 2008 wurde Maurer zum Präsidenten der Zürcher SVP gewählt. Nach dem Rücktritt von Bundesrat Samuel Schmid nominierte die SVP-Fraktion am 27. November 2008 neben Christoph Blocher auch Maurer für die Bundesratswahl 2008. Am 10. Dezember 2008 wurde Maurer im dritten Wahlgang mit nur einer Stimme Vorsprung auf Sprengkandidat Hansjörg Walter in den Bundesrat gewählt. Von 2009 bis 2015 war Maurer Vorsteher des Eidgenössischen Departementes für Verteidigung, Bevölkerungsschutz und Sport (VBS). Am 5. Dezember 2012 wurde Maurer mit 148 von 237 möglichen und 202 gültigen Stimmen zum Bundespräsidenten für das Jahr 2013 gewählt. Bei den Gesamterneuerungswahlen vom 9. Dezember 2015 wurde Maurer mit 173 von 210 gültigen Stimmen im ersten Wahlgang wiedergewählt. Per 2016 wechselte er vom VBS ins Eidgenössische Finanzdepartement (EFD).
Am 30. September 2022 gab Maurer bekannt, dass er am Ende des Jahres 2022, nach 14 Jahren, aus dem Bundesrat zurücktreten werde. Zu seinem Nachfolger wurde am 7. Dezember 2022 Albert Rösti gewählt.

## Kritik
- Vor seiner Nomination als Bundesrat galt Maurer innerhalb der SVP als Vertreter der Politik des «Zürcher Flügels».[16] So wurden unter seiner Präsidentschaft die umstrittenen Plakatkampagnen veröffentlicht mit Sujets wie dem Messerstecher, den nach dem Schweizer Pass greifenden braunen Händen, sowie dem schwarzen Schaf, das von der Landesflagge gestossen wird. Im Vorfeld der Bundesratswahl und nach seiner Wahl wurde von verschiedener Seite befürchtet, er würde den Rollenwechsel in eine Kollegialbehörde nicht meistern können. In der Folge wurde Maurer vorgeworfen, die Parteiinteressen über die Landesinteressen zu stellen.[17][18][19]
- Bei einer Rede im Jahr 2003 sprach Ueli Maurer in einem Festzelt und benutzte mehrfach das Wort Neger, um über dunkelhäutige Personen in der Schweiz zu sprechen. Der Auftritt wurde in der öffentlichen Debatte unter anderem von Jean-François Tanda als rassistisch bewertet.[20] Maurer erklärte später: «So lange ich ‹Neger› sage, bleibt die Kamera auf mir.»[21][22]
- Maurer trug im September 2021 das offizielle T-Shirt der sogenannten «Freiheitstrychler», der Schweizer Variante der Querdenkerbewegung.[23] Später beteuerte Maurer, er habe nicht gewusst, in welchem Zusammenhang das Motiv stehe.[24]
- Bei der Pressekonferenz am 30. September 2022 zur Ankündigung seines Rücktritts aus der Schweizer Landesregierung sagte Maurer: «Ob meine Nachfolgerin eine Frau oder ein Mann ist, ist mir eigentlich gleich. Solange es kein ‹Es› ist, geht es ja noch.» Dies kritisierten unter anderen Tamara Funiciello, Kim de l’Horizon und Mathias Wirth als Seitenhieb gegen Schwächere und Absprechen des Menschseins einer Minderheit.[25][26][27]

### Auslandbesuche als Bundespräsident

#### 2013
| Datum                | Ort                       | Staat                     | Hauptgrund |
| -------------------- | ------------------------- | ------------------------- | --- |
| 1. und 2. Februar    | München                   | Deutschland               | Teilnahme an der Münchner Sicherheitskonferenz                                                                 |
| 8. bis 10. Februar   | Schladming                | Österreich                | - Besuch der Alpinen Skiweltmeisterschaften - Treffen mit dem österreichischen Bundespräsidenten Heinz Fischer |
| 19. Februar          | Vaduz                     | Liechtenstein             | Treffen mit dem liechtensteinischen Regierungschef Klaus Tschütscher                                           |
| 5. und 6. Mai        | Vatikanstadt              | Vatikanstadt              | Audienz bei Papst Franziskus und Teilnahme an der Vereidigung neuer Schweizergardisten                         |
| 3. Juni              | Vilnius                   | Litauen                   | Treffen mit der litauischen Staatspräsidentin Dalia Grybauskaitė                                               |
| 16. bis 21. Juli     | Peking                    | Volksrepublik China       | Treffen mit Präsident Xi Jinping und Ministerpräsident Li Keqiang                                              |
| 9. September         | Innsbruck                 | Österreich                | Teilnahme am Vierertreffen der deutschsprachigen Staatsoberhäupter                                             |
| 23. bis 25. Oktober  | New York City             | Vereinigte Staaten ( UNO) | Rede vor der Generalversammlung der Vereinten Nationen                                                         |
| 18. November         | Priština und Suhareka     | Kosovo                    | Treffen mit der kosovarischen Präsidentin Atifete Jahjaga und Besuch der Swisscoy                              |
| 10. und 11. Dezember | Pretoria und Johannesburg | Südafrika                 | Teilnahme an den Trauerfeierlichkeiten für den ehemaligen südafrikanischen Präsidenten Nelson Mandela          |

#### 2019
| Datum                 | Ort                 | Staat                        | Hauptgrund |
| --------------------- | ------------------- | ---------------------------- | --- |
| 11. Januar            | Wien                | Österreich                   | Treffen mit Bundespräsident Alexander Van der Bellen und Bundeskanzler Sebastian Kurz                                                                                           |
| 23. Januar            | Schaan              | Liechtenstein                | Teilnahme am Festakt zur 300-Jahr-Feier des Fürstentums Liechtenstein |
| 12. und 13. April     | Washington, D.C.    | Vereinigte Staaten           | Teilnahme an der Frühjahrstagung des Internationalen Währungsfonds und der Weltbank                                                                                             |
| 22. bis 29. April     | Shanghai und Peking | Volksrepublik China          | - Staatsbesuch; Treffen mit Präsident Xi Jinping und Premierminister Li Keqiang - Teilnahme am zweiten Seidenstraßengipfel - Treffen mit Behörden- und Finanzbranchenvertretern |
| 10. Mai               | Helsinki            | Finnland                     | Treffen mit Präsident Sauli Niinistö und dem geschäftsführenden Ministerpräsidenten Juha Sipilä sowie Parlamentspräsident Antti Rinne                                           |
| 14. Mai               | Warschau            | Polen                        | Treffen mit Präsident Andrzej Duda |
| 16. Mai               | Washington, D.C.    | Vereinigte Staaten           | Treffen mit Präsident Donald Trump |
| 3. und 4. Juni        | Linz                | Österreich                   | Teilnahme am Treffen der deutschsprachigen Staatsoberhäupter |
| 8. bis 10. Juni       | Fukuoka und Tokio   | Japan                        | Teilnahme am Treffen der G20-Finanzminister und -Notenbankgouverneure sowie Treffen mit dem japanischen Ministerpräsidenten Shinzō Abe                                          |
| 23. und 24. September | New York City       | Vereinigte Staaten ( UNO)    | Teilnahme an der Generalversammlung der Vereinten Nationen |
| 18. und 19. Oktober   | Washington, D.C.    | Vereinigte Staaten           | Teilnahme an der Jahrestagung des Internationalen Währungsfonds und der Weltbank                                                                                                |
| 26. und 27. Oktober   | Dubai und Abu Dhabi | Vereinigte Arabische Emirate | Treffen mit Ministerpräsident Muhammad bin Raschid Al Maktum |
| 28. und 29. Oktober   | Riad                | Saudi-Arabien                | Treffen mit König Salman ibn Abd al-Aziz |
| 21. November          | Moskau              | Russland                     | Treffen mit Präsident Wladimir Putin und Premierminister Dmitri Medwedew |
| 22. November          | Nur-Sultan          | Kasachstan                   | Treffen mit Präsident Qassym-Schomart Toqajew und Premierminister Asqar Mamin                                                                                                   |
| 29. November          | Zagreb              | Kroatien                     | Treffen mit Präsidentin Kolinda Grabar-Kitarović und Premierminister Andrej Plenković                                                                                           |

## Sonstiges
- Als Maurer 1999 in einer Diskussionssendung auf Tele24 von Roger Schawinski als «Parteipräsident von Blochers Gnaden» bezeichnet wurde, verliess er vor laufenden Kameras das Studio.[28]
- Im Juni 2006 wurde Maurer von Alfredo Lardelli der Urkundenfälschung beschuldigt.[29] Die Beschuldigungen erwiesen sich als nicht haltbar und Maurer wurde im November desselben Jahres freigesprochen.[30]
- 2013 wurde Maurer mit dem World Telecommunication and Information Society Award der Internationalen Fernmeldeunion (ITU) ausgezeichnet.[31]
- 2013 wandte er sich gegen Edward Snowdens Darstellung, die CIA habe einen Schweizer Bankier absichtlich betrunken gemacht, ihn ermutigt, dennoch Auto zu fahren, um ihn nach der verkehrspolizeilichen Festnahme zu «helfen», wenn er sich anwerben lasse, da dies ja voraussetze, dass die CIA sowohl die Polizisten als auch die Justiz bestochen habe.[32]
- Maurer bekleidete in der Schweizer Armee den Dienstgrad eines Majors.
- 2019 nahm Ueli Maurer an der Bilderberg-Konferenz teil.[33]